# Алкалі-Лейк 1
Алкалі-Лейк 1 (англ. Alkali Lake 1) — індіанська резервація в Канаді, у провінції Британська Колумбія, у межах регіонального округу Карібу.

## Населення
За даними перепису 2016 року, індіанська резервація нараховувала 328 осіб, показавши скорочення на 7,1%, порівняно з 2011-м роком. Середня густина населення становила 126,7 осіб/км².
З офіційних мов обидвома одночасно володіли 5 жителів, тільки англійською — 325. Усього 55 осіб вважали рідною мовою не одну з офіційних, з них усі — одну з корінних мов.
Працездатне населення становило 64,7% усього населення, рівень безробіття — 33,3%.

## Клімат
Середня річна температура становить 4,6°C, середня максимальна – 20°C, а середня мінімальна – -14,6°C. Середня річна кількість опадів – 363 мм.
| Клімат поселення                              | Клімат поселення | Клімат поселення | Клімат поселення | Клімат поселення | Клімат поселення | Клімат поселення | Клімат поселення | Клімат поселення | Клімат поселення | Клімат поселення | Клімат поселення | Клімат поселення | Клімат поселення |
| Показник                                      | Січ.             | Лют.             | Бер.             | Квіт.            | Трав.            | Черв.            | Лип.             | Серп.            | Вер.             | Жовт.            | Лист.            | Груд.            |                  |
| Середній максимум, °C                         | −1,48            | 2,27             | 6,85             | 11,46            | 16,34            | 19,78            | 19,99            | 19,87            | 15,01            | 9,18             | 1,92             | −3,03            |                  |
| Середня температура, °C                       | −8,06            | −4,28            | 0,28             | 4,90             | 9,77             | 13,22            | 16,09            | 15,98            | 11,12            | 5,27             | −1,98            | −6,91            |                  |
| Середній мінімум, °C                          | −14,62           | −10,86           | −6,29            | −1,67            | 3,21             | 6,66             | 12,21            | 12,10            | 7,24             | 1,39             | −5,86            | −10,8            |                  |
| Норма опадів, мм                              | 28               | 19               | 18               | 15               | 32               | 58               | 41               | 43               | 28               | 24               | 26               | 31               |                  |
| Середньомісячна швидкість вітру, м/с          | 2.14             | 2.26             | 2.52             | 2.70             | 2.54             | 2.34             | 2.18             | 1.99             | 2.00             | 2.33             | 2.38             | 2.26             |                  |
| Середньомісячна сонячна радіація, кДж/м²·день | 3052             | 6000             | 10919            | 15840            | 19198            | 20766            | 21357            | 18098            | 12551            | 6914             | 3380             | 2335             |                  |
| --------------------------------------------- | ---------------- | ---------------- | ---------------- | ---------------- | ---------------- | ---------------- | ---------------- | ---------------- | ---------------- | ---------------- | ---------------- | ---------------- | ---------------- |
| Джерело:                                      |                  |                  |                  |                  |                  |                  |                  |                  |                  |                  |                  |                  |                  |